# スタンフォード・スタジアム
スタンフォード・スタジアム (Stanford Stadium) は、カリフォルニア州スタンフォードのスタンフォード大学内にある球技場。1921年開場。

## 歴史
1921年に20万ドルの建設費を投じて完成。1927年から2005年までは85,500名収容だった。また、1985年の第19回スーパーボウル、1994 FIFAワールドカップ、1999年のFIFA女子世界選手権などが開催された。2005年から2006年にかけて、大規模な改修工事を行い、収容人数は5万人に減らされた。現在はスタンフォード大学のカレッジボールの試合が行われている。

## ギャラリー

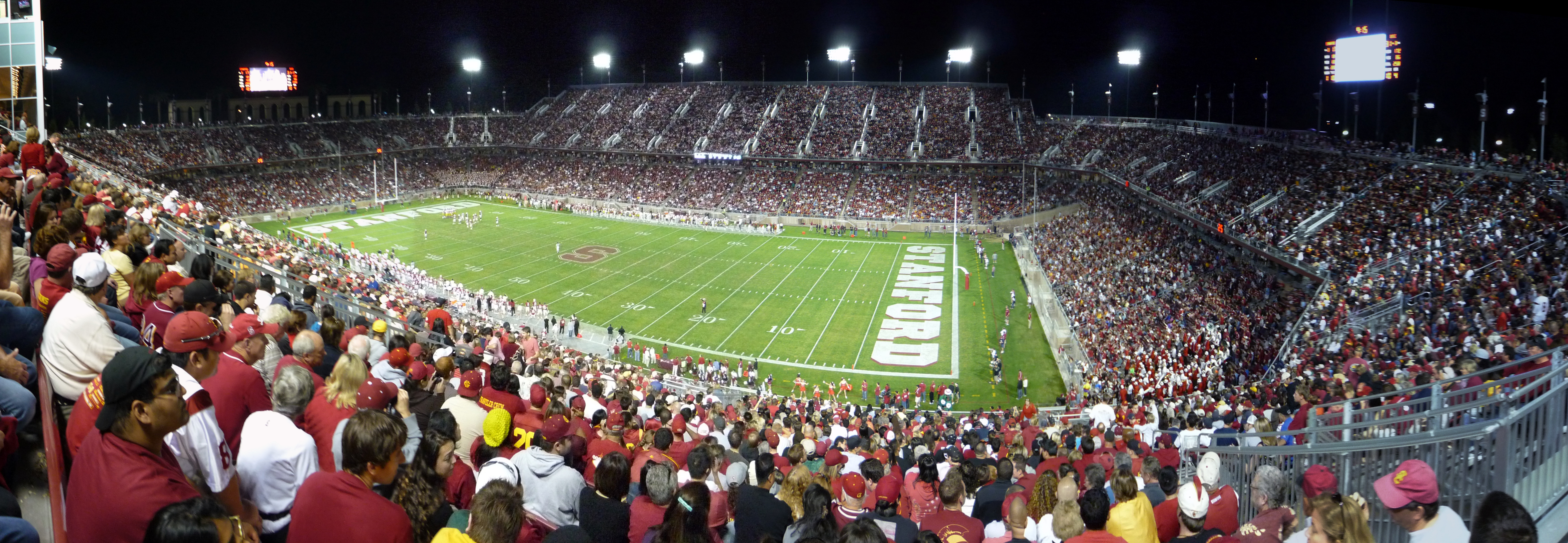